# Автошлях США 30
Автошлях США 30 (US Route 30 або US Highway 30, US 30) — головний маршрут зі сходу на захід у системі пронумерованих автомагістралей Сполучених Штатів, який пролягає через північний рівень країни. Довжиною 4946 кілометрів (3073 миль), це третє за довжиною шосе в США після США 20 і US 6. Західний кінець шосе знаходиться в США 101 в Асторії, Орегон; східний край знаходиться на Вірджинія-авеню, бульварі Абсекон і Адріатик-авеню в Атлантік-Сіті, Нью-Джерсі. «0» як остання цифра в номері вказує на те, що це маршрут від узбережжя до узбережжя та основний маршрут зі сходу на захід. Попри довгі відрізки паралельних і одночасних міжштатних магістралей, її не було виведено з експлуатації на відміну від інших далеких маршрутів, таких як США 66. Це також єдине шосе в США, яке завжди було від узбережжя до узбережжя з початку системи маршрутів США.

## Опис маршруту

### Орегон

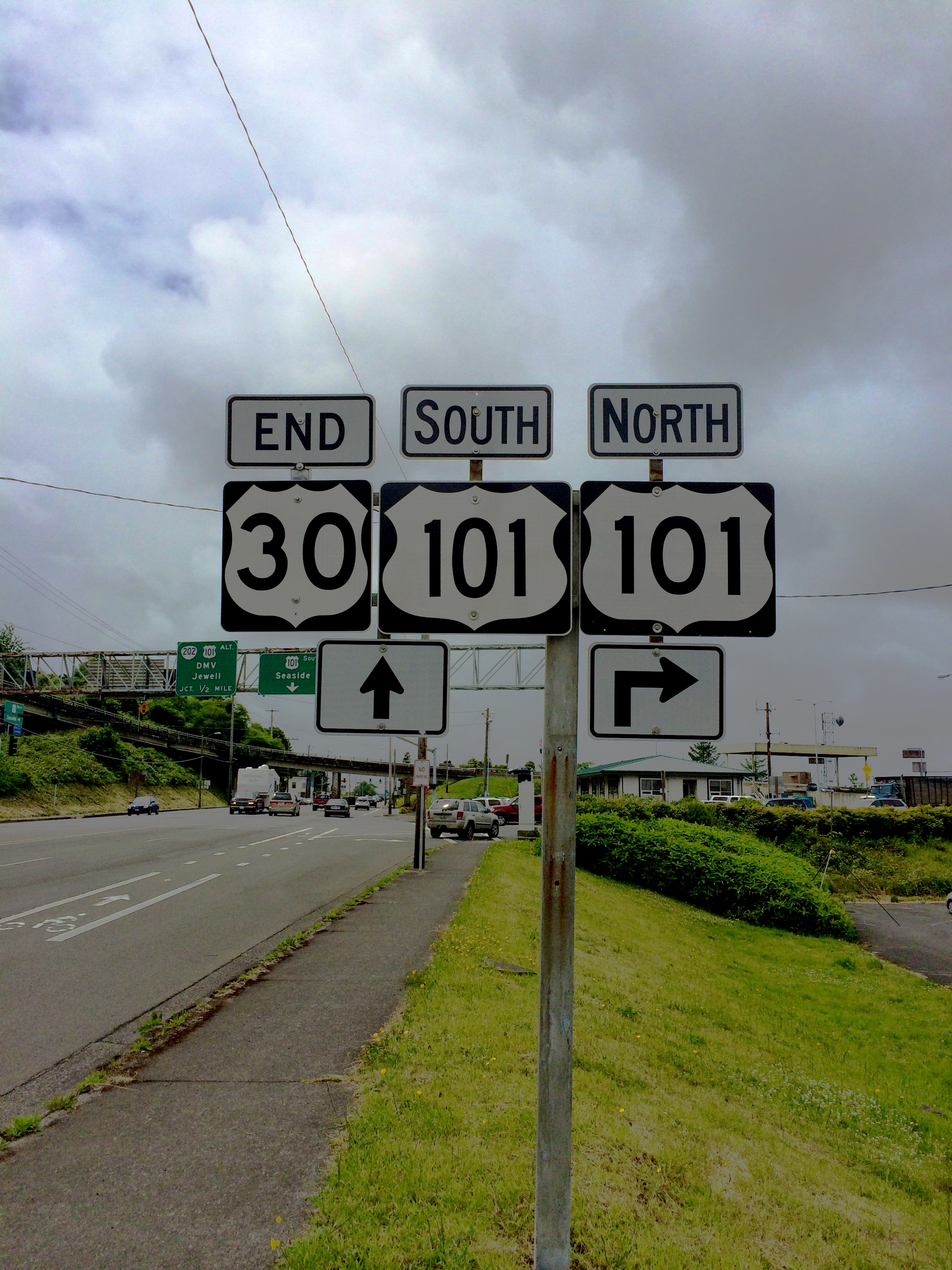
Західна кінцева станція США 30 в Асторії, штат Орегон, червень 2014 року

Західна кінцева станція США 30 знаходиться на перетині з Автошляху США 101 на південному кінці мосту Асторія-Меглер у центрі Асторії, Орегон, приблизно в 8 км від Тихого океану. Він прямує на схід до Портленда, де використовує коротку ділянку автостради, побудовану для скасованої міжштатної автомагістралі 505. Звідти він прямує навколо північної сторони центру по міжштатній автомагістралі 405 і міжштатної автомагістралі 5, щоб дістатися до міжштатної автомагістралі 84 (І‑84). Більша частина решти маршруту пролягає одночасно з I‑84, лише близько 110 кілометрів, менш як 1/5 довжини, що залишилася, поза автострадою, переважно на старих трасах.

### Айдахо
Після в'їзду в Айдахо, автошлях 30 пролягає своїм старим наземним маршрутом через Фрутленд і Нью-Плімут перед приєднанням до I‑84. Він виходить у Блісс і незабаром перетинає річку Снейк, протікаючи на південь від неї через Твін-Фоллс і Берлі, перш ніж знову перетнути її та знову з’єднатися з I-84. На розриві з міжштатної автомагістралі 86 (I‑86), США 30 продовжується на схід трасою I‑86 майже до кінця в Покателло. НАС 30 прорізає на південний схід через центр міста Покателло до міжштатної автомагістралі 15, де він прямує на південь до McCammon. Там він виходить і прямує на схід і південний схід у Вайомінг, не паралельно міжштатному шосе вперше після Портленда.

### Вайомінг
У штаті Вайомінг, US 30 прямує на південний схід через Кеммерер до Грейнджера, де з’єднується з міжштатною автомагістраллю 80 через південну частину штату. Тут також з'єднується з історичним Шосе Лінкольна. Як і в двох попередніх штатах, US 30 залишається на міжштатній магістралі протягом більшої частини свого шляху, виїжджаючи на старий маршрут лише в таких місцях:

### Небраска
На відміну від трьох штатів на заході, Небраска зберігає США 30 повністю відокремлена від паралельних міжштатних автомагістралей (у цьому випадку міжштатна автомагістраль 80 [I‑80]). Від державної лінії до острова Гранд, США 30 дуже схожий на I‑80. Схід від острова Гранд, США 30 відходить від I‑80 і йде на північний схід у напрямку Колумбуса по шосе, паралельному річці Платт. У Колумбусі він повертає на схід до Шайлера та Фремонта та перетинає річку Міссурі в Айову на схід від Блера.

### Айова
Автошлях 30 перетинає Айову із заходу на схід приблизно на 32 кілометри на північ від міжштатної магістралі 80. Між Долиною Міссурі та Денісоном, US 30 проходить у напрямку з південного заходу на північний схід. Навколо великих міст США побудовано кілька автострад 30 - Еймс, Маршаллтаун, Тама, Сідар-Рапідс, Маунт- Вернон і Девітт. Він перетинає річку Міссісіпі в Іллінойс на мосту Гейтвей у Клінтоні.

### Іллінойс
Автошлях 30 прямує на схід в штаті Іллінойс до Рок-Фоллз, де починається паралельна міждержавна автомагістраль 88. У Аврори він повертає на південний схід до Джолієт, де це головна магістраль у місті Джолієт (Плейнфілд-роуд), а потім назад на схід через Нью-Ленокс, Франкфорт, Мокена, Маттесон, Олімпія-Філдс, Парк-Форест, Чикаго-Гайтс, Форд-Гайтс, і Лінвуд до межі штату Індіана, оминаючи Чикаго на півдні. Незважаючи на те, що оригінальний маршрут США 1926 року 30 пролягав прямо через центр Чикаго.

### Індіана
Автошлях 30 в Індіані — головна розділена сільська дорога. Це не автомагістраль, за винятком Форт-Вейна, де вона проходить по північній стороні міжштатної дороги 69 (I‑69) і міжштатна магістраль 469. Міжштатна магістраль 65 (у Мерріллвілл) і I‑69 (Fort Wayne), на цьому розділеному шосе є понад 40 світлофорів, які перешкоджають безперебійному руху транспорту. Це особливо помітно поблизу Варшави та Колумбійського міста, де обмеження швидкості знижено, оскільки шосе проходить через комерційну ділянку з багатьма підприємствами та світлофорами. Багато інших сигналів зосереджені між Гобартом і Вальпараїсо, причому відстань між двома містами становить близько 32 кілометри один від одного. Однак це чотирисмугова розділена дорога через всю Індіану, яка зазвичай уникає невеликих міст. Обмеження швидкості коливаються, але зазвичай складають 97 кілометрів .

### Огайо
Автошлях 30 продовжується в Огайо, де це переважно 4-смугове шосе, розділене до Кантону. У 2019 році було запропоновано зробити US 30 автострадою з обмеженим доступом від Трамп-авеню та Огайо 11, і федеральне фінансування виділило 18 мільйонів доларів на будівництво нової автостради. Станом на 2020 рік єдині ділянки автомагістралей з обмеженим доступом знаходяться у Ван Верті, Бьюсірусі, Менсфілді, Вустері та Кантоні. Ділянка між I-71 і US-250 – це шосе з 4 смугами. Також ділянка між OH 57 та OH 172 є розділеною на 4 смуги автомагістралі з сигналами світлофора на 2 перехрестях. Шосе проходить через Ван Верт. Після Van Wert він проходить через Верхній Сандаскі, де шосе проходить одночасно з US 23. Ділянка між Менсфілдом і Кантоном йде по старому шосе Лінкольна. Останні сегменти, які будуть оновлені до автомагістралі, пролягають за Кантоном, наразі шосе є двосмуговим маршрутом, який проходить через Східний Кантон, Мінерву та Лісабон. Після Лісабона вона збігається з OH 45 протягом 3 миль і стає автострадою. Позначено знаками, що позначають маршрути OH 11, OH 7, OH 39 і US 30. Після приєднання до Огайо 11 Огайо 7 стає частиною автомагістралі, де всі 3 маршрути розходяться в Східному Ліверпулі, де  автошлях 30 приєднується до OH 39 на 1 милю, а US 30 перетинає річку Огайо в Західну Вірджинію.

### Західна Вірджинія
Автошлях 30 проходить лише близько 6.4 кіломтери у Західній Вірджинії. Він перетинає річку Огайо через міст Дженнінгса Рендолфа, продовжуючи автостраду від ділянки Огайо. Після прорізання міста Честер лише з однією розв’язкою, West Virginia Route 2 (Carolina Avenue), ділянка автостради незабаром закінчується. НАС 30 продовжується через найпівнічніший шматок Північної Панхендл по двосмуговій дорозі.

### Пенсільванія

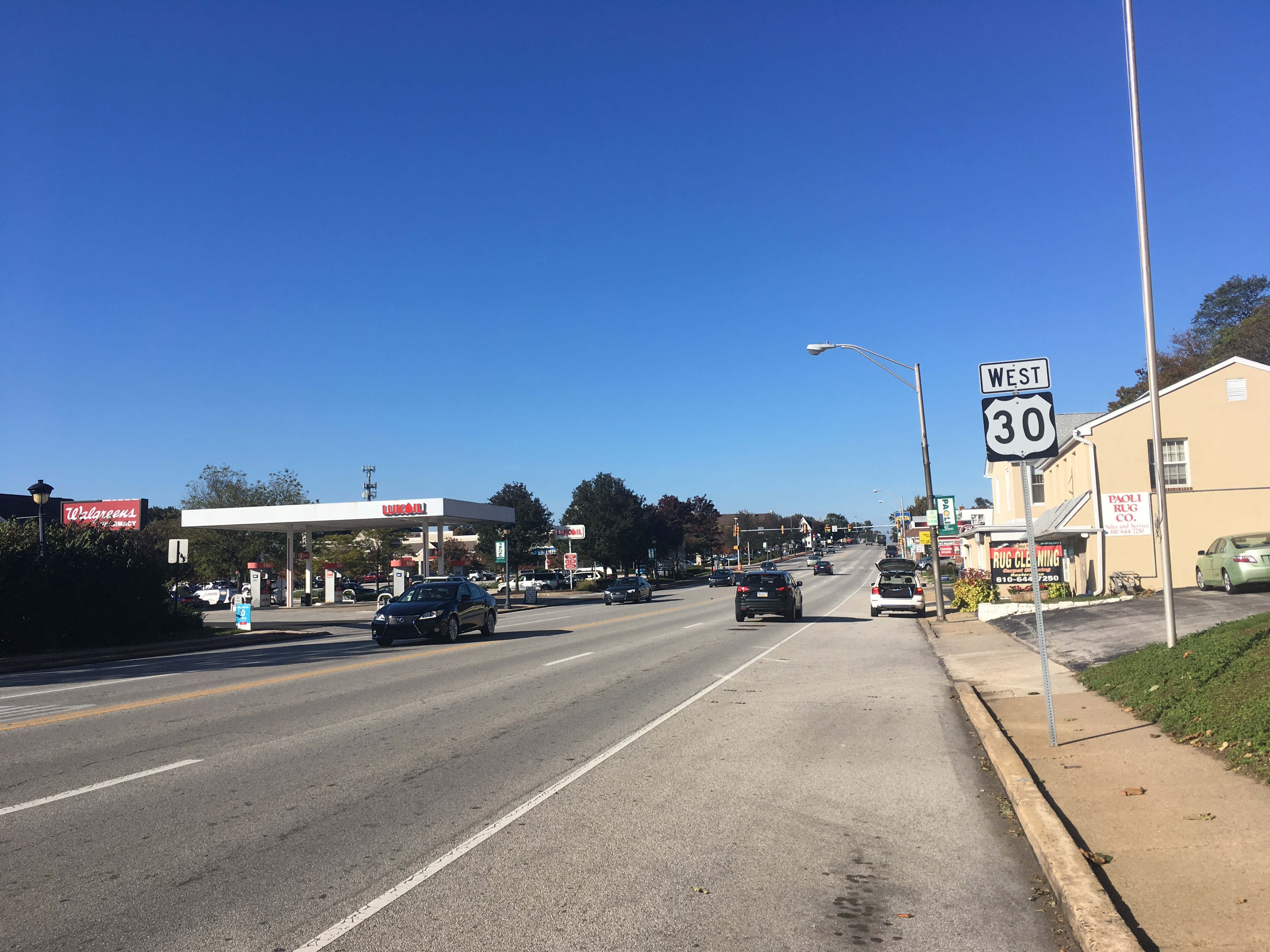
НАС 30 у західному напрямку в Паолі, штат Пенсільванія, уздовж магістралі Філадельфії, жовтень 2018 р.

Автошлях 30 прямує на південний схід до Пенсільванії, приєднуючись до US 22, а потім Пенн-Линкольн Паркуэй Вест на захід від Піттсбурга. Він прямує через центр Піттсбурга по міжштатній трасі US 376 / US 22, відправляючись у Вілкінсбурзі для власного вирівнювання. Звідти він пролягає приблизно паралельно магістралі Пенсільванії (міжштатній магістралі 76 [I‑76]) до району Філадельфії, хоча в багатьох районах, зокрема від Йорка повз Ланкастер і в обхід Коутсвілля, Даунінгтауна та Екстона, він досить далеко від магістралі Пенсільванії, щоб потребувати власної автостради. Коли він наближається до Філадельфії, США 30 є головною дорогою магістралі Філадельфії, низки заможних передмість на захід від міста; цю ділянку часто називають Ланкастер-авеню та Ланкастер-Пайк. НАС 30 потім ненадовго з’єднується з I‑76 біля центру Філадельфії, розділяючись на Interstate 676, коли вона перетинає річку Делавер на мосту Бенджаміна Франкліна.

### Нью Джерсі
Автошлях 30 відділяється від міжштатної автомагістралі 676 на схід від платної зони мосту Бена Франкліна в Камдені та прямує на південний схід до Атлантік-Сіті, загалом паралельно швидкісній автомагістралі Атлантик-Сіті, проходячи через Нью-Джерсі Пайн Барренс. Більшу частину свого пробігу в Нью-Джерсі вона відома як біла щука. Закінчується в Атлантик-Сіті на перехресті бульвару Абсекон, Вірджинія-авеню та Адріатик-авеню, приблизно1⁄2 милі (0,80 км)  від Атлантичного океану.

## Історія
Автошлях 30 спочатку було запропоновано пролягати від Солт-Лейк-Сіті, Юта, до Атлантік-Сіті, Нью-Джерсі. На захід від Філадельфії, штат Пенсільванія, це було призначено в основному вздовж Лінкольнського шосе, як частину обіцянки Лінкольнській асоціації шосе призначити єдиний номер їхній дорозі, наскільки це можливо. На захід від Солт-Лейк-Сіті, автошлях 40 продовжувався до Сан-Франциско, Каліфорнія, хоча він пролягав далі на північ, ніж Лінкольн-шосе на схід від Водсворта, Невада та на захід від Сакраменто, Каліфорнія.
Близько 1931 року в Огайо було визначено розкол від Дельфоса на схід до Менсфілда. Оригінал US 30 було призначено US 30S (US 30S), а більш прямий маршрут став US 30N (US 30N). US 30S було ліквідовано приблизно в 1975 році, поставивши US 30 на колишніх US 30N. 